# Mobile City
Mobile City város az USA Texas államában, Rockwall megyében. Lakosainak száma 142 fő (2020. április 1.).

## Népesség
A település népességének változása:
| Lakosok száma | 196  | 188  | 142  |
|               | 2000 | 2010 | 2020 |